# Ángela Valle
Ángela Valle   (Comayagüela, 7 de gener de 1927 - Tegucigalpa, 9 de maig de 2003) va ser una escriptora, periodista i assagista hondurenya. L'any 1967 va ser guardonada amb el primer premi "Premio Nacional de Poesía Juan Ramón Molina".

## Biografia
Etna María de los Ángeles Valle Cerrato va néixer a Comayagüela, el 7 de gener de 1927. Els seus pares eren Bernardo Valle Hernández i Ana Leonor Cerrato Salgado. En la seva joventut, en honor a la seva àvia paterna, Ángela Hernández, va adoptar el pseudònim d'Ángela Valle. dfas adsf as
Valle va treballar com a periodista a Hondures per a diversos diaris, com El Día, El Cronista i La Prensa. Com a poeta, va compondre de manera tradicional, utilitzant el sonet o poemes llargs i rimats, però també utilitzant formes modernes de vers lliure. La seva obra s'ha incorporat a diverses antologies de literatura com Poesía hondureña del siglo XX de Claude Couffon, 1997. Va morir a Tegucigalpa, el 9 de maig de 2003.

## Reconeixements
- 1967, primer premi, Premio Nacional de Poesía Juan Ramón Molina[4]

## Obres seleccionades
- Arpegios
- Azahares
- Inicial
- La celda impropia[5]
- Las flores de mayo
- Lúnulas (Premi Nacional de Poesia Juan Ramón Molina)
- Más allá de la cruz
- Nombre para un soneto
- Pajarera de luz
- Plaqueta de la ausencia
- Sirte